# گلایشن (نیدرزاکسن)
گلایشن (به آلمانی: Gleichen) یک شهر در آلمان است که در گوتینگن واقع شده‌است. گلایشن ۹٬۵۶۰ نفر جمعیت دارد.